# Aias Aosman
Aias Aosman (* 21. Oktober 1994 in Qamischli, Syrien) ist ein syrisch-deutscher Fußballspieler, der seit Januar 2024 bei Gençlerbirliği Ankara in der Türkei unter Vertrag steht.

## Karriere
Aosman begann beim TuS Minderheide 1895 mit dem Fußballspielen. Im Sommer 2008 wechselte er in die Jugendabteilung von Arminia Bielefeld, wo er für eine Spielzeit in der U16-Westfalenliga zum Einsatz kam. In der Saison 2009/10 war er ein halbes Jahr lang für VfL Osnabrück in der U17-Bundesliga aktiv. Im Januar 2010 schloss er sich dem FC Preußen Espelkamp an, für den er eineinhalb Spielzeiten in der U19-Westfalenliga auflief.
Im Sommer 2011 schaffte Aosman mit seinem Wechsel zum Regionalligisten SC Wiedenbrück 2000 den Übergang in den Herrenbereich. Bereits nach einem halben Jahr wechselte er zur Rückrunde 2011/12 innerhalb der Regionalliga West zur zweiten Mannschaft des 1. FC Köln. In der Saison 2012/13 avancierte er dort zum Stammspieler. Im Juli 2013 ging er ablösefrei zum Drittligisten SSV Jahn Regensburg, bei dem er einen Zweijahresvertrag unterschrieb. Am 7. Juli 2015 unterzeichnete Aosman einen Vertrag beim Ligakonkurrenten Dynamo Dresden. Sein erstes Pflichtspiel für Dynamo absolvierte er am ersten Spieltag beim 4:1-Sieg gegen den VfB Stuttgart II, bei dem er auch sein erstes Tor erzielte.
Im Juni 2018 wurde Aosman erstmals zu einem Lehrgang der syrischen Nationalmannschaft eingeladen. Daraufhin gab er am 6. September 2018 sein Länderspieldebüt, als er beim 1:1-Unentschieden im Freundschaftsspiel gegen Usbekistan in der 83. Spielminute eingewechselt wurde.
2019 verließ er Dresden und schloss sich Adana Demirspor an. Ein Jahr später wechselte er ligaintern zu Tuzlaspor. Dort verbrachte er ein halbes Jahr, bevor er sich dem rumänischen FC Hermannstadt anschloss. Im Juli 2021 nahm ihn Ionikos Nikea unter Vertrag.

## Erfolge
Dynamo Dresden
- Meister der 3. Liga: 2016

## Sonstiges
Aosman wanderte als Kind mit seinen Eltern aus Syrien nach Deutschland aus. Die Familie ließ sich im ostwestfälischen Minden nieder. Da für ihn keine Geburtsurkunde auffindbar gewesen war, wurde beim Asylantrag der 1. Januar 1993 als Geburtsdatum festgelegt. Im Februar 2017 konnte die Geburtsurkunde ausfindig gemacht werden, die den 21. Oktober 1994 als Aosmans Geburtsdatum ausweist.
Seit 2019 spielt Aosman an der Seite seines Bruders Kaoa Aosman Futsal für den Verein FSP Turbo Minden. Mit den Mindenern gewann Aosman 2019 den WDFV-Futsal-Pokal durch einen 5:4-Finalsieg nach Verlängerung über Cherusker Detmold. Nach dem Aufstieg des FSP Turbo in die erstklassige Futsalliga West kam er auch dort zum Einsatz.